# Ягода, Генрих Григорьевич
Ге́нрих Григо́рьевич Яго́да (имя при рождении — Генах Гершенович Ягода, позже Энох-Генрих (Енох) Гершенович и Генрих Гершенович, 7 [19] ноября 1891, Рыбинск, Ярославская губерния — 15 марта 1938, Коммунарка, Московская область) — российский революционер, советский государственный и политический деятель, один из главных руководителей советских органов госбезопасности (ВЧК, ГПУ, ОГПУ, НКВД), нарком внутренних дел СССР (1934—1936), первый в истории СССР «генеральный комиссар государственной безопасности» (учреждение спецзвания и присвоение его Ягоде произошли одним и тем же указом). Участник сталинских репрессий, в ходе которых был расстрелян, признан не подлежащим реабилитации.

## Биография
Родился 7 (19) ноября 1891 года в Рыбинске, был вторым сыном в еврейской семье, годом ранее перебравшейся в Рыбинск из Симбирска. Его отец, Григорий Филиппович (Гершен Фишелевич) Ягода (1859—1939, в заключении) был золотых дел мастером (как и старший брат отца Исай). Мать — Мария (Маса-Хася) Гавриловна Ягода (урождённая Масин-Зон, 1863—1940), родом из Симбирска, была домохозяйкой. Кроме Генриха в семье было ещё двое сыновей — старший Михаил (1889) и младший Лев — и пять дочерей, в 1891 году семья проживала в доме Роговиковского на углу Волжской Набережной и Гоголевской улиц. Не позднее 1896 года семья вновь вернулась в Симбирск, а к 1902 году жила в Нижнем Новгороде. Дед Ягоды — отставной рядовой Фишель Гершевич Ягода (1825—1905) из Плоцка — поселился в Рыбинске с женой Фейгой Иоселевной Ягодиной (1825—?) не позднее 1863 года (его сын Вениамин Ягода родился в 1863 году уже в Рыбинске); вскоре им уже принадлежали три деревянных флигеля по улице Георгиевской (Егорьевской), которые они сдавали под пошивочные мастерские и жили в них сами. Как семье отставного солдата Ягодам было разрешено повсеместное проживание вне черты оседлости, и они стали первой поселившейся в Рыбинске еврейской семьёй. В 1874 году Фишель Ягода работал обойщиком и семья проживала уже на Спасской улице в доме Якушева; 24 апреля 1875 года он был принят в Рыбинское мещанство, в 1889 году стал членом правления еврейской молельни.
Семья Ягоды была связана родственными отношениями с нижегородской семьёй Свердло́вых. Отец Ягоды, Гершен Филиппович, приходился двоюродным братом Михаилу Израилевичу Свердлову, отцу Якова Свердлова, жившему в Нижнем Новгороде. Впоследствии Ягода женился на Иде Леонидовне Авербах (дочери родной сестры Якова Свердлова Софьи Михайловны), своей троюродной племяннице. У них был сын Гарик (11 мая 1929, Москва — 28 июля 2003, Ашдод).
Обучался в гимназиях в Симбирске и в Нижнем Новгороде, где сдал экстерном экзамены за 8-й класс, работал статистиком. Живя в Нижнем Новгороде, Ягода познакомился с Яковом Свердловым.
В декабре 1905 года во время декабрьского вооружённого восстания в Сормове погиб старший брат Михаил (1889—1905).
В 1907 году пятнадцатилетним подростком примкнул к нижегородским анархистам-коммунистам. По агентурным сведениям Московского охранного отделения, в 1907—1908 годах принадлежал к нижегородской группе анархистов-коммунистов. В 1911 году на Генриха Ягоду было возложено поручение: завязать сношения с московской группой анархистов для совместного ограбления банка.

### Москва, арест. Ссылка в Симбирск (1912—1913)
Летом 1912 года 20-летнего Генриха Ягоду задержали в Москве: как еврей, он не имел права жить в Москве и поселился там по подложному паспорту, оформленному на имя некоего Галушкина, у своей сестры Розы — члена партии анархистов. Он был изобличён «в преступных сношениях с лицами, принадлежащими к революционным организациям». Жандармы отметили, что молодой человек имел намерение перейти в православие и устроиться на работу в старой столице. Суд приговорил его к двум годам ссылки в Симбирск, где у его деда, часовых дел мастера Гавриила Львовича Масин-Зона, был свой дом.
Вскоре после приезда в Симбирск ссыльный Ягода подал прошение на имя симбирского губернатора Ключарёва, прося перевода к родителям в Нижний Новгород. Мотивируя просьбу, Ягода писал: «В г. Симбирске не имею личного заработка и нуждаюсь в семейной обстановке вследствие моего крайне болезненного состояния…». Губернатор оставил просьбу без внимания.
Амнистия по случаю 300-летия дома Романовых сократила срок ссылки на год. Это позволило Генриху Ягоде уже летом 1913 года не только вернуться из ссылки, но и поселиться в Санкт-Петербурге. Для этого ему пришлось принять православие.

### Санкт-Петербург (1913—1917)
С 1913 года работал на Путиловском заводе.

В 1930 году один из заместителей Ягоды — Трилиссер, старый член партии, отбывший десять лет на царской каторге, по собственной инициативе предпринял исследование биографии своего начальника. Автобиография Ягоды, написанная по требованию Оргбюро ЦК, оказалась лживой. Ягода писал, что он вступил в партию большевиков в 1907 году, в 1911 году был отправлен царским правительством в ссылку и в дальнейшем принимал активное участие в Октябрьской революции. Почти всё это было неправдой. На самом деле Ягода примкнул к партии только летом 1917 года, а до того не имел с большевиками ничего общего.
В 1915 году Генриха Ягоду призвали в армию и отправили на поля сражений Первой мировой войны. Он дослужился до ефрейтора 20-го стрелкового полка 5-го армейского корпуса. Осенью 1916 года получил ранение и вскоре был демобилизован. Вернулся в Петроград.
К предреволюционным годам относится знакомство Ягоды с Максимом Горьким, с которым они позже поддерживали дружеские отношения.

### Революция и деятельность в ВЧК-ОГПУ
В 1917 году сотрудничал в большевистской газете «Солдатская правда».
Был участником Октябрьской революции в Петрограде.
С 22 ноября (5 декабря) 1917 года по апрель 1918 года — ответственный редактор газеты «Деревенская беднота».
С 1918 года работал в Петроградской ЧК. В 1918—1919 годы — сотрудник Высшей военной инспекции РККА. В 1919 году его заметили Я. М. Свердлов и Ф. Э. Дзержинский и перевели в Москву. В 1919—1920 годы — член коллегии Народного комиссариата внешней торговли. C конца 1919 года по конец 1920 года — управляющий делами Особого отдела ВЧК, приказ о назначении подписан И. П. Павлуновским. С 1920 года — член Президиума ВЧК, затем — член коллегии ГПУ. С сентября 1923 года — второй заместитель председателя ОГПУ. Со смертью Дзержинского в июле 1926 года ОГПУ возглавил Менжинский, занимавший до того момента пост первого зампреда и будучи начальником Секретно-оперативного управления — в последней должности его сменил в июле 1927 года Ягода. Из-за болезни председателя ОГПУ В. Р. Менжинского Ягода фактически возглавлял это учреждение. По утверждению А. Колпакиди, с уходом И. А. Акулова с поста первого зампреда ОГПУ эта должность оставалась вакантной и ведущую роль стал играть зампред Г. Г. Ягода.
В 1930—1934 годах являлся кандидатом в члены ЦК, с 1934 года — член ЦК ВКП(б).
Во внутрипартийной борьбе поддержал И. В. Сталина. Руководил разгромом антисталинских демонстраций в октябре 1927 года.
4 августа 1933 года Ягода был награждён орденом Ленина (за руководство строительством Беломорканала).
В начале 1933 году принял участие в разработке дела о вредительстве в системе Наркомата земледелия и Наркомата совхозов СССР, и о шпионско-диверсионной организации, работавшей на Японию (по делу вредителей было арестовано около 100 специалистов-аграрников во главе с заместителями наркома земледелия Ф. М. Конаром и А. М. Маркевичем, а также заместителем наркома совхозов СССР М. М. Вольфом. На суде 14 обвиняемых отказались от своих показаний. Однако 40 человек были приговорены к расстрелу, остальные осуждены на различные сроки заключения. Из 23 обвиняемых по делу шпионажа к расстрелу были приговорены 21 человек). Некоторое время спустя А. М. Маркевич написал из лагеря заявление на имя Сталина, Молотова и прокурора СССР И. А. Акулова, где указывал на незаконные методы ведения следствия:

Ягода резко оборвал меня: «Не забывайте, что вы на допросе. Вы здесь не зам. наркома. Не думаете ли вы, что мы через месяц перед вами извинимся и скажем, что ошиблись. Раз ЦК дал согласие на ваш арест, значит, мы дали вполне исчерпывающие и убедительные доказательства вашей виновности». Все следователи по моему делу добивались только признания виновности, а все объективные свидетельства моей невиновности отметали.
В это же время заявление на имя заведующей бюро жалоб Комиссии советского контроля М. И. Ульяновой прислал А. Г. Ревис, один из двух нерасстрелянных фигурантов по делу о шпионаже в пользу Японской империи. Он также сообщил о незаконных методах ведения следствия. Комиссия Политбюро, образованная 15 сентября 1934 года для изучения обоих заявлений (и состоявшая из Кагановича, Куйбышева и Акулова), пришла к выводу о том, что заявления соответствуют истине. Ею, кроме того, были выявлены и другие случаи нарушения законности органами ОГПУ и НКВД: пыток арестованных и фабрикации дел. Комиссия подготовила проект постановления, в котором предусматривалось искоренение незаконных методов следствия; наказание виновных и пересмотр дел о Ревисе и Маркевиче. Убийство Кирова предотвратило принятие этого проекта.

### Глава НКВД
В июле 1934 г. был образован НКВД СССР. И новый наркомат, и его важнейшую составную часть — Главное управление государственной безопасности (ГУГБ) возглавил Генрих Ягода.
О настроениях Ягоды в тот момент свидетельствовал позднее начальник Секретно-политического отдела НКВД Г. А. Молчанов:

В 1934 г. Ягода неоднократно указывал мне на необходимость проведения более либерального курса в нашей карательной политике. Мне, например, запомнился разговор, который мы вели летом 1934 г. на водной станции «Динамо». В этом разговоре Ягода прямо мне сказал, что пора, пожалуй, прекратить расстреливать людей.
Подобные заявления Ягоды являлись отражением общего курса правящей элиты на введение репрессий в рамки закона. Аналогичным образом высказывались тогда Ворошилов и Каганович.
Под руководством Ягоды был учреждён ГУЛАГ и увеличилась сеть советских исправительно-трудовых лагерей, началось строительство Беломоро-Балтийского канала силами заключённых. К освещению этой стройки было привлечено 36 видных писателей во главе с Максимом Горьким.
Ягода официально носил титул «первого инициатора, организатора и идейного руководителя социалистической индустрии тайги и Севера». В честь заслуг Ягоды по организации лагерных строек был даже воздвигнут специальный памятник на последнем шлюзе Беломоро-Балтийского канала в виде тридцатиметровой пятиконечной звезды́, внутри которой находился гигантский бронзовый бюст Ягоды.
Под давлением Сталина участвовал в организации судебных процессов над «убийцами» С. М. Кирова, «Кремлёвского дела» и др., однако противился фабрикации дел о подпольных антисоветских организациях. По мнению историка О. В. Хлевнюка, фактически сталинскую линию в следствиях по этим делам проводил Ежов, который вступил в заговор против наркома внутренних дел… и его сторонников с одним из заместителей Ягоды Я. С. Аграновым.
В 1935 году Ягоде первому было присвоено звание «Генеральный комиссар госбезопасности». В августе 1936 года состоялся показательный Первый Московский процесс против Каменева и Зиновьева.
22 августа 1936 года покончил с собой М. П. Томский. В постскриптуме предсмертного письма, адресованного Сталину, он писал:

Если ты хочешь знать, кто те люди, которые толкали меня на путь правой оппозиции в мае 1928 года — спроси мою жену лично, только тогда она их назовёт.
Встретившийся с женой Томского Ежов выяснил (согласно его собственному заявлению), что Томский имел в виду Ягоду.
26 сентября 1936 года Ягода был снят с поста наркома внутренних дел и назначен наркомом связи. Из записки И. В. Сталина Г. Г. Ягоде от 26 сентября 1936 года:

Тов. Ягоде.
Наркомсвязь дело очень важное. Это Наркомат оборонный. Я не сомневаюсь, что Вы сумеете этот Наркомат поставить на ноги. Очень прошу Вас согласиться на работу Наркомсвязи. Без хорошего Наркомата связи мы чувствуем себя как без рук. Нельзя оставлять Наркомсвязь в нынешнем её положении. Её надо срочно поставить на ноги. — И. Сталин
В январе 1937 снят и с этого поста, исключён из ВКП(б). На февральско-мартовском Пленуме ЦК 1937 года подвергался жёсткой критике.
4 апреля центральные газеты СССР вышли со следующим официальным сообщением за подписью председателя Президиума ЦИК СССР Михаила Калинина: «Постановлением Президиума ЦИК СССР от 3 апреля 1937 года ввиду обнаруженных должностных преступлений уголовного характера…
1. Отрешить от должности народного комиссара связи Г. Г. Ягода.
2. Передать дело Г. Г. Ягода следственным органам».

### Арест
28 марта 1937 года арестован НКВД.

Опросом членов ЦК ВКП(б) от 31.03.1937. — 01.04.1937 года
Об Ягоде.
Утвердить следующее предложение Политбюро ЦК ВКП(б):
Ввиду обнаружения антигосударственных и уголовных преступлений Наркома связи Г. Г. Ягоды, совершённых в бытность его Наркомом внутренних дел, считать необходимым исключение его из партии и ЦК и санкционировать на его арест.

Первоначально Ягоду обвинили в совершении «антигосударственных и уголовных преступлений», затем также в «связях с Троцким, Бухариным и Рыковым, организации троцкистско-фашистского заговора в НКВД, подготовке покушения на Сталина и Ежова, подготовке государственного переворота и интервенции». Против Ягоды выступили его главные сподвижники Я. С. Агранов, Л. М. Заковский, С. Г. Фирин, С. Ф. Реденс, Ф. И. Эйхманс, З. Б. Кацнельсон, И. М. Леплевский и др. Протокол допроса от 28 апреля 1937 года.

В письме А. Х. Артузова к Н. И. Ежову (1937) даётся оценка Ягоды, как человека ограниченного, недостойного по всем параметрам тех постов, которые он занимал в ОГПУ. По характеру, по интеллектуальной силе, по культуре, по образованию, по знанию марксизма Ягода — антипод В. Р. Менжинского.
— Б. И. Гудзь
Его жена Ида Авербах была уволена из прокуратуры и 9 июня 1937 года арестована «как член семьи осуждённого НКВД СССР». Вместе с матерью и семилетним сыном она была отправлена в ссылку в Оренбург сроком на пять лет. В 1938 году после пересмотра дела Ида Авербах была расстреляна.
Со слов драматурга Владимира Киршона, который был целенаправленно подсажен чекистами в тюремную камеру к Ягоде незадолго до вынесения приговора суда, тот вспоминал и пытался расспрашивать Киршона как о своей любовнице, невестке покойного Горького Надежде Пешковой («Тимоше»), так и о жене и сыне. Он говорил:

Я хотел (…) расспросить вас об Иде, Тимоше, ребёнке, родных… Если б я увиделся с Идой, сказал бы несколько слов насчёт сынка, я бы на процессе чувствовал себя иначе, всё перенёс бы легче…
— Сообщение Киршона о поведении Ягоды. 1938 г.
Ягода знал, что его обманывают, обещая устроить свидание с супругой.
«Тимоша» Пешкова была вдовой сына Максима Горького — Максима Пешкова. Обвинение в убийстве сына Горького (как и самого Горького) было предъявлено Ягоде и секретарю Горького П. П. Крючкову. Когда Ягода признал себя в этом виновным, он утверждал, что сделал это из «личных соображений» — влюблённости в Тимошу.

## Суд и расстрел
В марте 1938 года Ягода предстал на Третьем московском процессе как один из главных обвиняемых. На обвинение в шпионаже ответил:

Нет, в этом я не признаю себя виновным. Если бы я был шпионом, то уверяю вас, что десятки государств вынуждены были бы распустить свои разведки.

На процессе Ягода признал себя виновным в том, что прикрывал участников заговора, будучи заместителем председателя ОГПУ. На процессе произошёл следующий диалог между прокурором А. Я. Вышинским и Ягодой:

Вышинский: Во всяком случае, это было тогда, когда вы, подсудимый Ягода, были заместителем председателя ОГПУ и когда на вашей обязанности лежала борьба с подпольными группами?
Ягода: Да.
Вышинский: Следовательно, вы совершили прямую государственную измену?
Ягода: Да.

Согласно утверждению Бориса Бажанова, между Вышинским и Ягодой также произошёл следующий диалог:

Вышинский: Скажите, предатель и изменник Ягода, неужели во всей вашей гнусной и предательской деятельности вы не испытывали никогда ни малейшего сожаления, ни малейшего раскаяния? И сейчас, когда вы отвечаете, наконец, перед пролетарским судом за все ваши подлые преступления, вы не испытываете ни малейшего сожаления о сделанном вами?
Ягода: Да, сожалею, очень сожалею…
Вышинский: Внимание, товарищи судьи. Предатель и изменник Ягода сожалеет. О чём вы сожалеете, шпион и преступник Ягода?
Ягода: Очень сожалею… Очень сожалею, что, когда я мог это сделать, я всех вас не расстрелял.

Стенограмма Третьего московского процесса не содержит подобного диалога, в связи с чем историки предлагают считать его апокрифом.
На рассвете 13 марта суд огласил приговор: все подсудимые были признаны виновными, 18 из них, в том числе Ягода, приговаривались к расстрелу. Последней попыткой сохранить жизнь было прошение о помиловании, в котором Ягода писал:

Вина моя перед Родиной велика. Не искупить её в какой-либо мере. Тяжело умирать. Перед всем народом и партией стою на коленях и прошу помиловать меня, сохранив мне жизнь.

Центральный исполнительный комитет СССР прошение отклонил. Расстрелян 15 марта 1938 года на спецобъекте «Коммунарка» (бывшей собственной даче). Следователь Н. М. Лернер сообщал, что, по словам М. И. Литвина, Ягоду заставили наблюдать за расстрелом остальных осуждённых и казнили последним. Перед казнью Ягоду по указанию Ежова избил начальник 1-го отдела ГУГБ НКВД СССР Израиль Дагин (об этом сообщил сам Дагин во время допроса).

## Отказ в реабилитации
Как отмечает в своих мемуарах Николай Любимов, в отличие от Сталина, никто из названных следствием «соучастников» Ягоды не был заинтересован в смерти Горького:

Положение Ягоды на суде было отчаянное: сознаваться в убийстве и не сметь сказать, чьей воли он был исполнитель, ибо, если б он хоть словом обмолвился, можно себе представить, каким нечеловеческим мукам он был бы подвергнут до казни! И вот он плел на суде небывальщину, что сжил со свету Горького по заданию Троцкого и при участии Бухарина и Рыкова, между тем Горький решительно ничем не мешал ни Троцкому, ни Бухарину, ни Рыкову, а вот «самого» [Сталина] обозлил непрошеным заступничеством за Каменева, когда Каменева арестовали вскоре после убийства Кирова, отказом написать книгу о «светлом гении человечества».
В апреле 2015 года Верховный суд России признал Генриха Ягоду не подлежащим реабилитации, сославшись на федеральный закон о реабилитации от 1991 года.
Глава правозащитного общества «Мемориал» Арсений Рогинский выразил согласие с решением суда. По его мнению, не может быть реабилитирован тот, кто сам совершил преступления против правосудия. При этом Рогинский отметил, что обвинения, предъявленные Ягоде на процессе, были фальшивыми, и указал на то, что у независимых исследователей нет доступа к уголовному делу, по которому был осуждён Ягода:
По какой-то причине и по сложившейся у нас практике, к делам нереабилитированных лиц исследователей не допускают. Это возмутительно. И это не позволяет нам дать полную объективную оценку решению Верховного суда по Ягоде.
После осуждения Ягоды 20 июня 1937 года его родители и сёстры были высланы сроком на 5 лет в Астрахань. 8 мая 1938 года они были приговорены к 8 годам исправительно-трудовых лагерей. Отец умер в заключении в Воркуте, мать — в Северо-Восточном ИТЛ. Сёстры: Розалия Григорьевна Шохор-Ягода (1890, Симбирск — 1950), после отбытия срока заключения ещё 5 лет находилась в ссылке на Колыме; Таисия Григорьевна Ягода-Мордвинкина (1895—1988), после освобождения 29 октября 1949 года была выслана в Красноярский край; Эсфирь Григорьевна Ягода-Знаменская (1896, Симбирск — 1938), 16 июня 1938 года была приговорена к расстрелу; Фрида Григорьевна Фридлянд-Ягода (1899—?), после освобождения из лагеря (1949) была повторно осуждена на 10 лет ИТЛ; Лилия Григорьевна Ягода (1902, Нижний Новгород — 1938), 16 июня 1938 года была приговорена к расстрелу.

## Награды
- Орден Ленина (№ 531, вручен 17 августа 1933) — за общее руководство строительством Беломоро-Балтийского канала[38]
- Орден Красного Знамени (1927[39])
- Орден Красного Знамени (1930)
- Орден Трудового Красного Знамени РСФСР (1932)
- Знаки «Почетный работник ВЧК—ГПУ (V)» (1922), «Почётный работник ВЧК—ГПУ (XV)» (1932), «Почётный работник РКМ» (1933).
- Имя Г. Г. Ягоды до 1937 года носил Рыбинский машиностроительный завод.

## Семья
Жена — Ида Авербах, сестра литературного критика Л. Л. Авербаха.
Сын Генрих (Гарик, 1929—2003), после ареста родителей находился в детдомах. В Бугуруслане принял фамилию матери. В 1949 был арестован и осужден по ст. 58 (реабилитирован в 1960 г.). Осел в Ангарске, женился, имел трёх детей — Виктора и Викторию от первого брака, Станислава — от второго. Работал инженером в НИИ. В 1971 переехал в город Северодонецк. После распада СССР репатриировался в Израиль, где скончался 28 июля 2003 года.
Двоюродный брат — Борис Зон, театральный режиссёр и педагог.
Двоюродная сестра — Татьяна Ивановская, патологоанатом, доктор медицинских наук, профессор.
Дядя — Рафаил Масин-Зон, лесовод.

## Киновоплощения
- Даниэль Окко («Миссия в Москву», США, 1943)
- Эрланд Эрландсен («Дело Тухачевского» / Der Fall Tuchatschewskij (ФРГ, 1968)
- Георгий Склянский («Враг народа — Бухарин», 1990; «Троцкий», Россия, 1993)
- Колин Дживонс («Сталин», США — Венгрия — Россия, 1992)
- Геннадий Сайфулин «Под знаком Скорпиона», 1995
- («Дети Арбата», сериал, Россия, 2004)
- Владимир Белоусов («Зоя», сериал, Россия, 2010)
- Дмитрий Поднозов («Торгсин», сериал, Россия, 2017)